# لوك ودهاوس
لوك ودهاوس (بالإنجليزية: Luke Woodhouse)‏ هو لاعب دارت بريطاني، ولد في 13 أكتوبر 1988 في Bewdley ‏ في المملكة المتحدة.

## وصلات خارجية
- لوك ودهاوس على موقع DartsDatabase.co.uk (الإنجليزية)